# Nanchang Sunac Land
Koordinaten: 28° 34′ 46″ N, 115° 46′ 55″ O
Nanchang Sunac Land (chinesisch 南昌融创乐园) ist ein chinesischer Freizeitpark in Nanchang, Jiangxi, der am 28. Mai 2009 als Treasure Gourd Farm (宝葫芦农庄) eröffnet wurde. Unter diesem Namen wurde der Park bis 2014 betrieben. Nach einer zweijährigen Phase, in der der Park nicht betrieben wurde, wurde er 2016 als Nanchang Wanda Theme Park (南昌万达乐园) wiedereröffnet. Der Betreiber des Parks ist Sunac China Holdings, die zurzeit (Stand: September 2022) insgesamt 15 Parks in China betreiben.

## Liste der Achterbahnen
| Name                                        | Typ                          | Hersteller                            | Eröffnungsjahr |
| ------------------------------------------- | ---------------------------- | ------------------------------------- | -------------- |
| Coaster Through the Clouds / 云霄飞车       | Hyper Coaster                | Intamin                               | 2016           |
| Creep Caterpillar / 大青虫                  | Familienachterbahn           | Jinma Rides                           | 2016           |
| Python in Bamboo Forest / 竹林绿蟒          | Holzachterbahn               | Great Coasters International          | 2016           |
| Soaring Dragon & Dancing Phoenix / 龙飞凤舞 | Inverted Coaster             | Beijing Shibaolai Amusement Equipment | 2016           |
| Spinning Porcelain / 青花飞旋               | Spinning Coaster, Wilde Maus | unbekannt                             | 2016           |

### Ehemalige Achterbahnen
| Name                               | Typ                             | Hersteller                                   | Eröffnungsjahr | Schließungsjahr |
| ---------------------------------- | ------------------------------- | -------------------------------------------- | -------------- | --------------- |
| Flying Dragon Adventure / 飞龙探险 | Spinning Coaster, Wilde Maus    | Beijing Jiuhua Amusement Rides Manufacturing | 2009           | 2014            |
| Roller Coaster / 过山车            | Stahlachterbahn mit Inversionen | Sameco                                       | 2009           | 2014            |